# Cerro Brujo (Honduras)

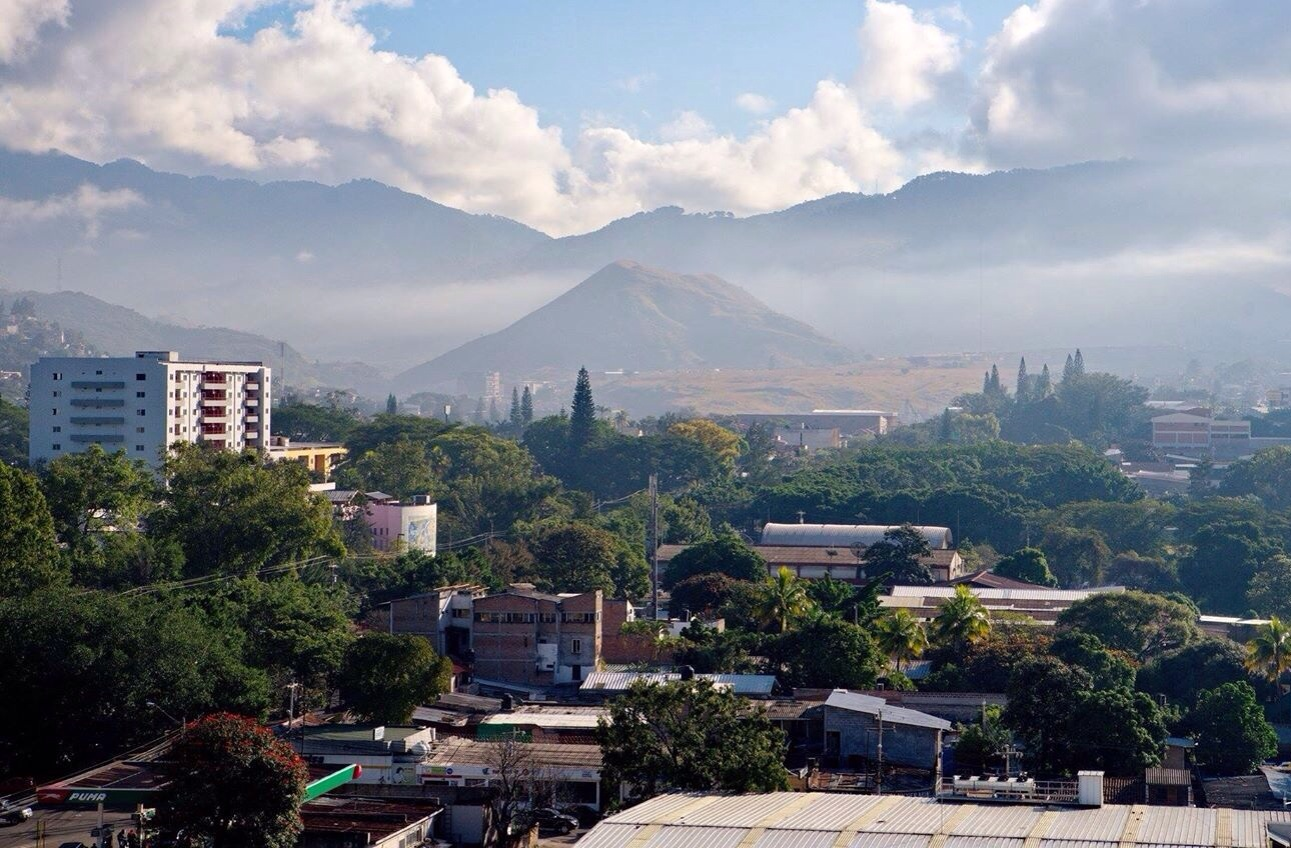
El Cerro Brujo visto a distancia

El Cerro Brujo está ubicado cercano a la ciudad de Tegucigalpa, M.D.C. en la república de Honduras, a unos 3 kilómetros hacia la carretera a la localidad de Valle de Ángeles.

## Hechos
Se le llama así por una leyenda que data desde hace más de 35 años. Según la narración verbal, en la cima del cerro se abriría una calle para construir una residencial; pero, se dice que a la persona que conducía el tractor, se le apareció un ser gigantesco y que arrojo el tractor hacia el precipicio dejando una notable marca en la tierra, la cual aún puede verse hoy en día. Algunas versiones, cuentan que el hombre sobrevivió, pero que perdió la razón, tras el incidente.
Después de este acontecimiento, no se construyó nada por temor a que se les apareciera, según temores de la gente: el diablo o algún otro ser maligno. Pero, desde aquel trágico suceso, este cerro se ganó el sobrenombre de: "El Cerro Brujo".
Sin embargo, alrededor del año 2005 se empezaron a construir dos residenciales en sus faldas: Residenciales "El Molinon" y "Villas del Molino", las cuales no fueron interrumpidas por ningún ser mitológico.